# بالان (آن)

شعار

خريطة بالان

بالان (بالفرنسية: Balan)‏ هي بلدية فرنسية تقع في إقليم الآن في فرنسا. رمز إنسي لها هو:1027. أما الرمز البريدي لها فهو: 1360.

## أعلام
- جان ريفرزي